# Quissac (Lot)
Quissac è un comune francese di 119 abitanti situato nel dipartimento del Lot nella regione dell'Occitania.

## Società

### Evoluzione demografica
Abitanti censiti